# Гаврилова, Александра Ивановна
Алекса́ндра Ива́новна Гаври́лова (10 мая 1895, Петербург — 6 апреля1940, Киев) — артистка балета, педагог, одна из ведущих украинских балерин 20-40-х годов.

## Биография
Александра Гаврилова родилась 10 мая 1895 года в Петербурге (Российская империя).
Училась в Петербургской балетной студии И. А. Чистякова.
1911—1917 — танцевала на сцене Петербургского Народного Дома.
1917—1940 (по другим данным 1918—1936) — солистка Киевского театра оперы и балета, одновременно — педагог хореографической студии И. А. Чистякова. По другим данным — с 1918 года возглавляла хореографическую студию совместно с И. А. Чистяковым).
Покончила жизнь самоубийством, похоронена на Байковом кладбище Киева.

## Творчество
Партии: Одетта-Одиллия, Китри, Любина Бондаривна («Пан Канёвский» М.Вериковского), Сванильда, Тао Хоа, Царь-девица и другие. Обширный концертный репертуар.
«Александра Гаврилова по своей выразительности, технической виртуозности была одной из лучших украинских балерин 20-40-х гг.»
В Киевской студии И.Чистякова учились ставшие известными со временем артисты украинского балета — А.Бердовский, В.Шехтман, А.Ярыгина.